# アウトサイド・ソース
『アウトサイド・ソース（Outside Source、BBC OS）』は、イギリス・英国放送協会（BBC）が制作しているニュース番組。ソーシャルメディアといったインターネット、ラジオ、中継も織り交ぜながら、その日の主要な出来事の最新の動きを伝える。
元々、『ワールド・ニュース・トゥデイ』の版であったBBCワールドニュースの標準版に取って代わった。イギリスでは、金曜日と週末に『BBC News at Nine』を『ワールド・ニュース・トゥデイ』に置き換えた。通常、12月23日から1月1日までの間、番組は通常、BBCワールドニュースでは19:00、BBC News Channelでは21:00に『ワールド・ニュース・トゥデイ』の版に置き換えられる。

## 概要
BBCによると、「『アウトサイド・ソース』はニュースプロセスを開放し、人々が自分にとって重要なストーリーの最新情報を発見できるようにすることを目的としている。1時間のワールドサービスラジオ番組は、全世界ニュース形式の最初の要素として放送された」としている。
2013年10月28日にBBCワールドサービスで、2014年2月17日にBBCワールドニュースで開始されました。過去の主要なニュースの間に放送されたが、2015年6月1日にイギリスで放送され始めた。2017年3月、ラジオ放送は『BBC OS』に番組名が変更された。同年、ラジオ放送は16:00（GMT）に移動され、テレビ版と同時に放送された。しかし、同年7月に放送開始時刻が19:00に変更され、『ワールド・ニュース・トゥデイ』の版を19:00に放送できるようになった。また、2020年1月1日より、アメリカ・公共放送サービス（PBS）で、約40年間に渡って放送されてきた経済ニュース番組『ナイトリー・ビジネス・リポート』の後番組として開始された。
イギリス国内での新型コロナウイルス感染症（COVID-19）の感染拡大で、ブロードキャスティングハウスがソーシャルディスタンスをとるために人員を減らして運営している間、ニュースルームを見下ろすバルコニースタジオからBBCワールドニュースの本拠地であるスタジオCに移動した結果、番組形式が大幅に変更された。メインプレゼンターのロス・アトキンスがTwitterで同年6月17日の放送がスタジオCからの最後の放送になると発表した後、感染拡大後初めて、6月21日にバルコニーに戻ると予想されていた。2014年の開始以来、『アウトサイド・ストーリー』の大部分を占めてきたタッチスクリーン自体はメインフォーマットの一部として戻ってくることはないであろうが、アトキンスはツイッターの返信で「（少なくともOSでは）時が来たのではないかと思う」と述べている。アトキンスは「何か新しいことに取り組んだ」こと、そして彼は「月曜日から使い始めることに興奮している」とからかわれたが、『アウトサイド・ストーリー』がバルコニーに戻った際、新しいフォーマットがどのようになるかはまだ分かっていない。
『アウトサイド・ストーリー』は、感染拡大以来、BBCニュースの他の専門的でユニークなブランドの番組が放送されなくなったにもかかわらず、ロックダウン中もBBC News Channel、BBCワールドニュース、PBSで放送を続けている。
2020年8月18日、18:00（GMT）・19:00（BST）に移動され、かつて『100デイズ Beyond』と呼ばれていた番組と枠交換した。BBCワールドニュースでは90分間、BBC News Channelでは60分間放送される。

## プレゼンター
BBCニュースとBBCワールドニュースで放送されている残りのオリジナル版は、次のプレゼンターが務めている。
| 年           | プレゼンター                            | 現在の担当         |
| ------------ | --------------------------------------- | ------------------ |
| 2014年〜現在 | ロス・アトキンス                        | メインプレゼンター |
| 2014年〜現在 | ヌアラ・マクガバン                      | メインプレゼンター |
| 2015年〜現在 | カリン・ジャンノーネ                    |                    |
| 2015年〜現在 | カシア・マデラ                          |                    |
| 2015年〜現在 | フィリッパ・トーマス                    |                    |
| 2018年〜現在 | クルパ・パディ                          | ラジオプレゼンター |
| 2018年〜現在 | ルイス・ヴォーン＝ジョーンズ            |                    |
| 2020年〜現在 | マリアム・モシリ                        |                    |
| 2021年〜現在 | ジェームズ・レイノルズ (ジャーナリスト) |                    |